# جان جی. بلایستون
جان جی. بلایستون (انگلیسی: John G. Blystone؛ ۲ دسامبر ۱۸۹۲ – ۶ اوت ۱۹۳۸) یک کارگردان اهل ایالات متحده آمریکا بود.

## برگزیده فیلمشناسی
- مهمان‌نوازی ما (۱۹۲۳)
- خانم سوئیسی (۱۹۳۸)
- احمق‌ها (۱۹۳۸)